# Посейдон
Посейдон, (на старогръцки: Ποσειδών, микенски: po-se-da-o, беотийска форма: Потидаон, оттук и град Потидея) в древногръцката митология е бог на моретата. Култът към Посейдон е широко разпространен по цяла Древна Гърция, особено на крайбрежните части и островите. Римляните го отъждествяват с Нептун.
Втори син е на Кронос и Рея, брат на Зевс, Хера, Деметра, Хестия и Хадес. Той е втори след Зевс по могъщество сред олимпийските богове. След като надмогват баща си в титаномахията, той, Зевс и Хадес си поделят основните части на света – Посейдон се сдобива с власт над моретата.
Обикновено е изобразяван като могъщ мъж и моряк. Негово оръжие е тризъбецът, с който може да разклати земята (да предизвика земетръс) и да разбие всеки предмет. На изображенията си Посейдон обикновено го държи в ръцете си; той и конят са неговите атрибути.Свещените животни на Посейдон са конят, делфинът и бикът; свещеното дърво – бор.
Посейдон е считан за покровител на развъждането на конете и е наричан във връзка с това и Хиппий (Конний). В негова чест са се устройвали Истмийските игри, включващи конни битки.

## Съперничества на Посейдон
Редица митове показват Посейдон като конкурент на други божества. Тези истории вероятно отразяват и съперничества между съответните култове и някои промени в тях.
С разделянето на света между Хадес, Зевс и Посейдон, при което последният взема моретата, той се утвърждава като морски бог за сметка на някои други, включително по-стари морски божества като Океан, Тетида, Еврибия, Амфитрита и Понт.
Въпреки че е по-популярна версията на мита за Кронос и Рея, в която тя спасява Зевс от поглъщане, давайки го за отглеждане на Амалтея, а Кронос подмамвайки да глътне вместо него камък, повит като бебе, сходна легенда има и за Посейдон. В него тя го оставя при извора Арна в Аркадия, за да отрасне заедно с овцете, а на Кронос казва, че е родила жребче (малко конче) и му го дава да го глътне.Според тези предания, Кронос постъпва така с децата си, за да се отърве от конкуренцията им, но е и за да ги унищожи – те оцеляват в корема му. Според друга версия, Кронос хвърля Посейдон в морето; също така се твърди, че е възпитан на остров Родос от телхините (деца на богинята Таласа).
Съществуват и няколко други предания за спор на Посейдон с разни богове – за владеене на градове, острови и области, – от които редовно губи. Той печели в съперничеството си за Коринт, за който спори с Хелиос, но не го побеждава за остров Родос, (според Евмел), нито пък получава пророческото средище Делфи, чийто бог владетел става Аполон. Атина взема под свое покровителство Трезен (крайбрежно градче, известно с това, че оттам е Етра, майката на героя Тезей), Хера – Арголида,Зевс – Егина,Дионис – Наксос,все надделявайки над Посейдон. Най-известен е спорът за град Атина с богинята Атина, от който е видно как преминават тези състезания между боговете. Всеки от тях предлага по нещо ценно на местните жители. Спорейки за Атина, Посейдон удря с тризъбеца в брега и дарява на атиняните (според легендата те още не се наричат така) конили насред града създава солен извор (за добив на морска сол). Атина засажда маслиново дърво и печели. Съответно и градът (полисът) е наречен на нея. Преди това се предполага, че не е имал име, въпреки че може и да е бил наименован на митичните си основатели – Кекропс и потомците му. Все пак след това и двамата богове са на голяма почит в град Атина и в Атика.
Също има и легенда, че е направил медна порта за бездната Тартар,което го представя като бог занаятчия, подобен на Хефест. Според друга Посейдон макар и да е принуден да признае върховенството на Зевс, счита себе си за равен нему и въстава срещу брат си, заедно с Хера (ревнивата съпруга на Зевс) и Афродита (в друг вариант третият съзаклятник е дъщерята на Зевс – Атина), но претърпява поражение и е спасен от Тетида.

## Посейдон в „Илиада“ и „Одисея“
Според описанието на Омир на Троянската война, Посейдон заема страната на ахейците срещу троянците.
След разгрома на Троя, когато много от героите, предизвикали с изстъпленията си гнева на боговете, страдат и загиват по пътя обратно за Гърция, Аякс Ойлей (наричан и Еант) е един от тях. Еант отначало е сполетян от буря, пратена му от богинята Атина, която разбива кораба му, но се отървава като доплува до една скала. Обаче там е дочут от Посейдон да богохулства и с тризъбеца си той окончателно го погубва, разбивайки камъка.
Посейдон преследва и Одисей, царя на островната държава Итака, включително и заради това, че ослепява сина му Полифем (циклоп-овцевъд). Към края на приключенията на Одисей по море, Посейдон превръща в скала кораба на феаките – приятели на героя.

## Връзки и потомство на Посейдон

### Страстите на Посейдон
Съпруга на Посейдон е нереидата Амфитрита, внучка на титана Океан. Друга богиня, в която се влюбва е Деметра. Тя отхвърля ухажванията му и с надеждата да му убегне се превръща в кобила (женски кон), за да се смеси с табун коне. Посейдон все пак я намира и, превърнал се в жребец, я обладава. Така тя ражда вълшебния кон Арейон, който може да говори с човешки глас.
След като се вмъква в храма на Атина, където се опитва да избегне съблазняването си от него нимфата Медуза, Посейдон я изнасилва. Атина, която хвърля вината за това върху дружката си, я превръща в чудовище и я праща в изгнание. Също така Посейдон измамва Тиро, жена на Кретей (и майка от него на Езон) да му се отдаде, вземайки го за Енипей, речен бог, в когото е влюбена. От Посейдон тя ражда близнаците Пелий и Нелей.
Богът има връзка и с Алопа, негова правнучка и дъщеря на цар Керкион, който я погребва жива, когато научава, че е родила дете от Посейдон – Хипофоонт/Хипотоой. Богът я превръща в потока Алопа, близо до Елевзин. Залюбва се и с правнучката си Амимона (една от Данаидите), която спасява от развратен сатир и от нея става баща на Навплий.
След изнасилването на Кенида, Посейдон по нейно желание и я превръща в мъж – Кеней. Посейдон се влюбва и в прекрасния младеж Пелопс, син на цар Тантал. Взема го на Олимп, където го прави свой любовник, и където той има битие сходно с това на Ганимед. На раздяла Посейдон му подарява крилата колесница, с която Пелопс (според една от версиите) побеждава Еномей, в надбягването определящо дали ще получи ръката на принцеса Хиподамея. Според друга версия, Хиподамея и Пелопс се наговарят с колесничаря на царя (знаейки че той пък планира да убие претендента на дъщеря си) да го провали в състезанието, като повреди возилото му, но после убиват и него самия – това става основа на проклятието над Пелопидите, а оттам – и над Атридите.

### Някои от децата на Посейдон
1. От Етра – Тезей. Той е заченат от него, според легендата, в условия при които атинският цар Егей има също основания да се мисли за негов баща.
2. От Агриопа – Керкион.
3. От Алопа – Хипотоой/Хипотоонт.
4. От Амфитрита – Рода, Кимополея и Тритон.
5. От Амимона – Навплий.
6. От Астипалея – Анкей – цар на о-в Самос и Еврипил – цар на о-в Кос
7. От Канака – Алоей.
8. От Хлорида – Пориклимен, прочут вещер.
9. От Деметра – Арейон (кон) и Деспина.
10. От Европа – Евфем.
11. От Евриала – Орион; според друга версия, той е създаден с магия от трима богове.
12. От Евринома – Адраст.
13. От Гея – Антей, великан убит от Херкулес и Харибда – морско чудовище.
14. От Халия – Рода.
15. От Хиона – Хиос.
16. От Хипотоя – Тафий.
17. От Калика – Кикън
18. От Либия – Бел, Агенор, Лелекс, Ламия.
19. От Мелия – Амик.
20. От Медуза (горгона) – Пегас и Хризаор, които излизат от тялото ѝ, след като е обезглавена от Персей.
21. От Перибоя – Навзитой, цар на феаките (на остров Схерия).
22. От Туза – Полифем.
23. От Тиро – Нелей и Пелий.
24. От нимфата Кероеса (дъщеря на Зевс и Ио) – Бизас.
25. От неизвестна майка – Лотис.